# Kanton Mennetou-sur-Cher
Mennetou-sur-Cher is een voormalig kanton van het Franse departement Loir-et-Cher. Het kanton maakte deel uit van het arrondissement Romorantin-Lanthenay tot het op 22 maart 2015 werd opgeheven en de gemeenten werden opgenomen in het aangrenzende kanton Selles-sur-Cher.

## Gemeenten
Het kanton Mennetou-sur-Cher omvatte de volgende gemeenten:
- La Chapelle-Montmartin
- Châtres-sur-Cher
- Langon
- Maray
- Mennetou-sur-Cher (hoofdplaats)
- Saint-Julien-sur-Cher
- Saint-Loup
- Villefranche-sur-Cher